# Lymantriades xanthomelaena
Lymantriades xanthomelaena är en fjärilsart som beskrevs av Holland 1893. Lymantriades xanthomelaena ingår i släktet Lymantriades och familjen tofsspinnare. Inga underarter finns listade i Catalogue of Life.